# Parco di Centocelle (metropolitana di Roma)
Parco di Centocelle (spesso segnalata come Centocelle) è una fermata della linea C della metropolitana di Roma sita su via Casilina nei pressi dell'incrocio con viale Palmiro Togliatti.
Posta lungo il tracciato della ferrovia Roma-Giardinetti, serve i quartieri Alessandrino e Prenestino-Centocelle, fungendo da capolinea provvisorio della linea fino al 29 giugno 2015 con l'apertura della tratta che raggiunge Lodi. A circa 500 metri di distanza, sempre su via Casilina, è posta la stazione di Centocelle della Roma-Giardinetti.

## Storia
I lavori di costruzione della fermata iniziarono nel luglio 2007 contestualmente a quelli dell'intera linea tra San Giovanni e Monte Compatri-Pantano. L'impianto fu inaugurato il 9 novembre 2014 come capolinea provvisorio della linea proveniente da Pantano, posizione che mantenne fino all'inaugurazione della tratta di sei stazioni fino a Lodi, aperta il 29 giugno 2015.
Il 26 giugno 2020 è stato aperto un ulteriore ingresso alla stazione in via delle Tuberose, previsto nel progetto iniziale che non contemplava però la necessaria messa in sicurezza del manto stradale.

## Interscambi
- Fermata ferroviaria (Centocelle, percorrendo Via Casilina per circa 500 m, ferrovia Roma-Giardinetti)
- Fermata autobus ATAC

Dal 2026 tranvia linea 10 della tranvia di roma

## Dintorni
- Parco archeologico di Centocelle
- Torre di Centocelle